# La sirena (film 1910)
La sirena (Русалка) è un cortometraggio del 1910 diretto da Vasilij Michajlovič Gončarov.